# مگس‌های هم‌نشین
مگس‌های هم‌نشین (نام علمی: Bibionidae) نام یک تیره از راسته مگس است.